# Черо Тартари (Фрозиноне)
Черо Тартари је насеље у Италији у округу Фрозиноне, региону Лацио.
Према процени из 2011. у насељу је живело 151 становника. Насеље се налази на надморској висини од 68 м.